# Maxim Tarasov
Maxim Vladimirovič Tarasov (rusky: Максим Владимирович Тарасов; * 2. prosince 1970, Jaroslavl) je bývalý ruský atlet, který se věnoval skoku o tyči.

## Kariéra
Úspěchy začal sbírat již v juniorských kategoriích jako reprezentant Sovětského svazu. V roce 1988 získal na juniorském mistrovství světa v kanadském Sudbury stříbrnou medaili. O rok později vybojoval ve Varaždínu titul juniorského mistra Evropy. V roce 1992 se stal v Barceloně olympijským vítězem, jako reprezentant členských zemí SNS.
Na evropském šampionátu v Budapešti 1998 získal za výkon 581 cm zlatou medaili. Stejnou výšku zdolal napoprvé i německý tyčkař Tim Lobinger, vinou horšího technického zápisu na předchozích výškách však skončil druhý. O rok později se stal ve španělské Seville i mistrem světa, když na předchozích šampionátech (1995, 1997) vždy skončil stříbrný. Jeho posledním velkým úspěchem byla bronzová medaile z letních olympijských her 2000 v australském Sydney, kde překonal napotřetí 590 cm.

### Osobní rekordy
Je jedním ze šesti tyčkařů, který překonali šestimetrovou hranici v hale i pod širým nebem. Totéž dokázali v celé historii jen Sergej Bubka, Radion Gataullin, Jeff Hartwig, Steven Hooker a Renaud Lavillenie.
Pod širým nebem dokázal v roce 1999 skočit 605 cm, čímž se stal druhým nejlepším tyčkařem v celé historii. Výše než on několikrát skočil pouze Sergej Bubka. V roce 2001 překonal 605 cm také Dmitri Markov.
- hala – 600 cm – 5. února 1999, Budapešť
- venku – 605 cm – 16. června 1999, Athény